# 18 Hits
18 Hits je kompilační album švédské hudební skupiny ABBA, vydané 8. září 2005 u labelu Universal Music Group.
Album 18 Hits - s mírně zavádějícím názvem - obsahuje jedenáct největších hitů skupiny spolu s několika dalšími skladbami včetně Hasta Mañana, Thank You for the Music a Happy New Year a je uzavřeno čtyřmi neanglickými verzemi skladeb Honey Honey (švédská verze), Waterloo (francouzská verze), Ring Ring (německá verze) a španělskou verzí Gimme! Gimme! Gimme! (A Man After Midnight), s názvem Dame! Dame! Dame!. Na albu jsou vybrány skladby z komerčně nejúspěšnější desky ABBA Gold - Greatest Hits, vynechány ovšem byly Dancing Queen, Chiquitita, Take a Chance on Me a I Have a Dream.
Švédské vydání alba 18 Hits se uskutečnilo také v roce 2005, na kterém místo čtyř cizojazyčných verzí skladeb vyšly jen čtyři písně ve švédštině, a to Waterloo, Honey Honey, Ring Ring (Bara Du Slog En Signal) a Åh Vilka Tider. Současně bylo vydáno DVD nazvané 16 Hits.
Toto album je jedním z nejlépe prodávaných produktů ABBY u vydavatelství Universal Music, v polské hitparádě dosáhlo umístění v TOP 10, v britské bylo hodnoceno v TOP 20, do španělské, maďarské a dalších hitparád se vrátilo po uvedení filmu Mamma Mia! v létě 2008.
Roku 2009 organizace IFPI ocenila toto album platinovou deskou za prodej více než 1 miliónu nosičů na evropském trhu.

## Seznam skladeb
1. The Winner Takes It All (Benny Andersson, Björn Ulvaeus) - 4:54
2. Super Trouper (Benny Andersson, Björn Ulvaeus) - 4:10
3. Waterloo (Benny Andersson, Stig Anderson, Björn Ulvaeus) - 2:42
4. Gimme! Gimme! Gimme! (A Man After Midnight) (Benny Andersson, Björn Ulvaeus) - 4:46
5. The Name of the Game (Benny Andersson, Stig Anderson, Björn Ulvaeus) - 4:51
6. Ring Ring (Benny Andersson, Stig Anderson, Björn Ulvaeus, N. Sedaka, P. Cody) - 3:00
7. I Do, I Do, I Do, I Do, I Do (Benny Andersson, Stig Anderson, Björn Ulvaeus) - 3:18
8. SOS (Benny Andersson, Stig Anderson, Björn Ulvaeus) - 3:23
9. Fernando (Benny Andersson, Björn Ulvaeus) - 4:14
10. Hasta Mañana (Benny Andersson, Stig Anderson, Björn Ulvaeus) - 3:09
11. Mamma Mia (Benny Andersson, Stig Anderson, Björn Ulvaeus) - 3:35
12. Lay All Your Love on Me (Benny Andersson, Björn Ulvaeus) - 4:32
13. Thank You for the Music (Benny Andersson, Björn Ulvaeus) - 3:51
14. Happy New Year (Benny Andersson, Björn Ulvaeus) - 4:23
15. Honey Honey (švédská verze) (Benny Andersson, Stig Anderson, Björn Ulvaeus) - 2:54
16. Waterloo (francouzská verze) (Benny Andersson, Stig Anderson, Björn Ulvaeus, francouzský překlad: Boublil) - 2:42
17. Ring Ring (německá verze) (Benny Andersson, Stig Anderson, Björn Ulvaeus, německý překlad: Lach) - 3:00
18. Dame! Dame! Dame! (španělská verze Gimme! Gimme! Gimme!) (Benny Andersson, Björn Ulvaeus, španělský překlad: Buddy McCluskey, Mary McCluskey) - 4:46

## Hitparády
| Stát               | Pořadí |
| ------------------ | ------ |
| Austrálie          | 32     |
| Dánsko             | 39     |
| Německo            | 58     |
| Maďarsko           | 19     |
| Irsko              | 17     |
| Polsko             | 8      |
| Španělsko          | 17     |
| Itálie             | 39     |
| Spojené království | 15     |

## Certifikace
- Brazílie: zlatá deska (2008)[9]
- Brazílie: platinövá deska (2009)[9]